# Rosenheim–Kufstein-vasútvonal
A Rosenheim–Kufstein vasútvonal egy 31 km hosszú kétvágányú, 15 kV, 16,7 Hz-cel villamosított vasútvonal Rosenheim (Németország) és Kufstein (Ausztria) között. A vonatok maximális sebessége 140 km/h. A vonal kapcsolatot biztosít München felé a München–Rosenheim-vasútvonalon és a Alsó-Inn-völgyi vasútvonalon Innsbruck felé. A vasút 1858. augusztus 5-én nyílt meg. Jelenleg naponta kb. 32 személyszállító (EuroCity) és 20 teherszállító vonat közlekedik erre, összekötve Ausztriát, Németországot és Olaszországot. Jövőbeli tervek között szerepel a vonal négyvágányossá való átépítése, de jelenleg csak kisebb munkák, (pl. zajvédő falak telepítése) zajlanak. A vonal része a transzeurópai vasúthálózatnak.

## Bővítés
A Rosenheimből Kufstein irányába vezető szakasz négyvágányú bővítését többször is fontolóra vették és tárgyaltak róla, hogy a Brenner-bázisalagút üzembe helyezése után várható forgalomnövekedéssel megbirkózzanak.
Konkrét finanszírozási lehetőségek hiányában jelenleg főként kisebb bővítési intézkedések vannak folyamatban. Ezek közé tartozik a vasúti átjárók megszüntetése (legutóbb Flintsbachban és Brannenburgban) és a zajvédő falak kiterjedt telepítése, különösen az Inn-völgy településein, ahol a forgalom már így is nagyon zsúfolt.
A vonalat 2030-ig a Digitális Vasút Németországban elnevezésű indulócsomag részeként prioritásként digitális állomásokkal és ETCS-sel kell felszerelni.
A Brenner-bázisalagút megközelítésének bővítési tervei részeként nagy kapacitású elkerülő vonalat terveznek Rosenheim körül. 2021. április 13-án a Deutsche Bahn a "lila" változatot mutatta be, mint a Kufstein melletti Schaftenau (Langkampfen) északi szakaszának előnyben részesített változatát. Fischbach és Niederaudorf között a meglévő vonalat keletre, a 93-as szövetségi autópálya felé helyezik át, ahol összeköttetést létesítenek az új vonallal.